# Colin Ryan
Colin Ryan (Birmingham, Reino Unido; 23 de junio de 1986) es un actor británico, más conocido por su papel de Lorenzo de Médici en la serie Leonardo.

## Primeros años y carrera
Ryan nació el 23 de junio de 1986 en Birmingham, Reino Unido, y asistió a la Arts Educational Schools en Londres, donde se graduó en 2009. Su primer trabajo televisivo fue junto al actor Rufus Hound en la comedia de ciencia ficción Hounded de la cadena CBBC. 
Sus papeles en el escenario incluyen el papel Caifás, el anciano y de Simón el zelote en la obra The Last Days of Judas Iscariot, y Ariel en La tempestad. Sus otros créditos teatrales incluyen Ghost of Christmas Past, y I Was Looking at the Ceiling and Then I Saw the Sky, una ópera basada en los relatos sobre el terremoto californiano de 1994. 
En 2011, fue elegido como Lorenzo de Médici en el programa Leonardo. La primera temporada de Leonardo se filmó en Sudáfrica a mediados de 2010, y la segunda temporada se filmó en Ciudad del Cabo y fue transmitida en 2012.

## Filmografía

### Televisión
| Año       | Título        | Papel             | Notas                          |
| --------- | ------------- | ----------------- | ------------------------------ |
| 2010      | Shelfstackers | Dan               | Piloto                         |
| 2010      | Hounded       | Barry/Buck        | 13 episodios                   |
| 2011-2012 | Leonardo      | Lorenzo de Médici | 26 episodios (papel principal) |

### Videojuegos
| Año  | Título                            | Papel     | Notas |
| ---- | --------------------------------- | --------- | ----- |
| 2011 | The Last Story                    | Yurick    | Voz   |
| 2015 | Final Fantasy XIV: Heavensward    | Alphinaud | Voz   |
| 2017 | Final Fantasy XIV: Stormblood     | Alphinaud | Voz   |
| 2019 | Final Fantasy XIV: Shadowbringers | Alphinaud | Voz   |
| 2021 | Final Fantasy XIV: Endwalker      | Alphinaud | Voz   |
| 2024 | Final Fantasy XIV: Dawntrail      | Alphinaud | Voz   |